# Wacław Ćmakowski
Wacław Ćmakowski ps. Srogi (ur. 18 sierpnia 1902 w Jędrzejowie, zm. 28 października 1968 tamże) – w okresie II Rzeczypospolitej oficer zawodowy Wojska Polskiego, podczas II wojny światowej dowódca Obwodu Busko AK.

## Życiorys
Urodził się w 1902 roku w Jędrzejowie. W latach trzydziestych XX w. pełnił służbę w stopniu kapitana w 9 pułku piechoty Legionów w Zamościu. Z jednostką tą walczył w kampanii wrześniowej. W jej trakcie został awansowany do stopnia majora. W czasie bitwy o miejscowość Klasztor koło Zamościa został ranny w nogę. Trafił do szpitala w Zamościu, z którego następnie podleczony został wykradziony przez harcerzy i sanitariuszy.
W maju 1940 roku Komenda Okręgu Radomsko-Kieleckiego ZWZ „Jodła” mianowała go na stanowisko komendanta Obwodu ZWZ Busko „Borsuk”. Podlegały mu Podobwody: „Bór” – Busko, „Chryzantema” – Chmielnik, „Storczyk” – Stopnica, „Konwalia” – Nowy Korczyn i „Słonecznik” – Szydłów.
Major Srogi prócz dowodzenia całością walki z okupantem kierował też bezpośrednio szkoleniem w tajnych szkołach podoficerskich AK i był komendantem Szkoły Podchorążych AK w Obwodzie Busko „Borsuk”.
W 1944 r., w ramach przygotowań do akcji „Burza” Srogi kierował koncentracją oddziałów leśnych AK i BCh w Janinie. Do planowanego zdobycia szturmem Buska-Zdroju nie doszło, gdyż Niemcy w nocy z 5 na 6 sierpnia opuścili miasto bez walki, późnym popołudniem oddziały Armii Krajowej i Batalionów Chłopskich oraz czołówka armii radzieckiej wkroczyły do miasta.
Pod koniec sierpnia 1944 roku mjr Wacław Ćmakowski został awansowany do stopnia podpułkownika i przeniesiony do Sztabu Obwodu Radomsko-Kieleckiego „Jodła”.
Od końca wojny do 1956 r. ppłk Srogi ukrywał się przed agentami Urzędu Bezpieczeństwa. Dopiero po 1956 r. zamieszkał w rodzinnym Jędrzejowie w domu przy ulicy 14 Stycznia.
Zginął śmiercią tragiczną w nocy 28 października 1968 r. w Jędrzejowie. Został pochowany na miejscowym cmentarzu.
24 marca 1997 r. Rada Miejska w Busku-Zdroju nadała byłej ulicy Marcelego Nowotki imię ppłk. Srogiego.